# Golfe Nord d'Eubée
Le golfe Nord d'Eubée, en grec Βόρειος Ευβοϊκός Κόλπος, Voreios Evvoïkos Kolpos, est un golfe situé entre la partie occidentale de l'île d'Eubée au nord-est et la partie continentale de la Grèce au sud-ouest, plus précisément la Béotie et la Phthie. Il constitue la partie septentrionale du golfe d'Eubée à l'ouest de l'Euripe, dans la mer Égée.